# Hino de Porto Alegre
O Hino de Porto Alegre é um dos símbolos oficiais do município brasileiro de Porto Alegre, oficializado pelo Decreto nº 8451 de 24 de julho de 1984, durante a administração do prefeito João Antônio Dib.
Intitulada Porto Alegre Valerosa, a canção foi escrita em 1961 pelo militar e poeta Breno Olinto Outeiral, e musicada em 1963 para concorrer no concurso "A Canção de Porto Alegre". Participando com o pseudônimo "Chuvisco", Breno teve sua obra premiada em primeiro lugar, conquistando o prêmio de cem mil cruzeiros. A canção foi logo gravada em cerca de mil discos por iniciativa do presidente da Rádio e TV Gaúcha, Maurício Sirotsky Sobrinho, com a execução musical a cargo da banda da Brigada Militar do Rio Grande do Sul, sob a regência do Capitão Zaquiel Barbosa da Silva, e do Orfeão Artístico Araújo Viana do Instituto da Educação, regenciado pela professora Diná Nery Pereira.